# Wanderlei Silva
Wanderlei César da Silva (Curitiba, 3 de julio de 1976) es un artista marcial mixto brasileño retirado que competia en Bellator, trabajó también en PRIDE y UFC, y es considerado como uno de los más grandes luchadores de todos los tiempos. Tiene el récord de más victorias, nocauts, defensas de título y más larga racha de victorias en la historia de PRIDE.
Silva se ganó el sobrenombre de The Axe Murderer por su estilo extremadamente agresivo. Acababa la mayoría de sus combates noqueando a su oponente o con el árbitro deteniendo el combate debido a sus golpes. Silva perseguía a sus oponentes en el octágono/ring con puñetazos, patadas, y utilizaba a menudo sus rodillas al estilo muay thai. 
Silva fue famoso por su agresividad, pero tras el combate, era conocido por mostrar respeto y sentido de la deportividad.

## Primeros años

### Inicios en Vale Tudo
Silva nació en Curitiba, Brasil, el 3 de julio de 1976. Entrenó muay thai y jiu-jitsu brasileño, recibiendo mientras peleaba en PRIDE su cinturón negro en esta última disciplina.
El primer combate profesional de Silva en las MMA fue el 1 de noviembre de 1996, en el Brazilian Vale Tudo Fighting, donde noqueó a Dilson Filho a puñetazos. Posteriormente combatió en BVF de nuevo, en el BVF 10 el 1 de julio de 1997, contra Marcelão Barbosa, que acabó rindiéndose por una lesión de hombro.
Silva participó en seis combates en cuatro eventos del International Vale Tudo Championship desde 1997 a 1999, su primera participación fue en el IVC 2 que consistía en un torneo donde participaban ocho hombres en combates de un solo asalto y 30 minutos de duración máxima por lo que los finalistas tendrían que hacer tres combates en un solo día. Silva derrotó a su primer rival en algo más de un minuto y a su segundo rival en cerca de dos minutos y medio pero en la final tras pelear durante 13 minutos terminaría perdiendo frente a Artur Mariano por nocaut técnico a causa de un corte.
A pesar de la derrota en la final del torneo de IVC 2 Silva se ganó una buena reputación en la organización y entre el público debido a su estilo contundente y agresivo. En el evento IVC 6 se enfrentó a Mike Van Arsdale, campeón del torneo de IVC 4, al que derrotó en cuatro minutos, su próximo combate en la organización fue en el IVC 9 frente a Adrian Serrano que hasta entonces poseía un récord de 13 victorias, 4 derrotas y 2 empates pero Silva lo derrotó en tan solo 22 segundos. Tras sus últimas victorias ya en el IVC 10 Silva pelearía por el campeonato de peso mediopesado (hasta 91 kg) de la organización contra Eugene Jackson que llegaba avalado con un récord de 9 victorias, 2 derrotas y 1 empate pero Silva se proclamó campeón tras otra rápida victoria en poco más de 30 segundos.
Terminaría así su periplo en el International Vale Tudo Championship con cinco victorias y una derrota siendo campeón de peso mediopesado de la organización y finalista del torneo de IVC 2.
Silva participó en un Meca World Vale Tudo, Meca 2 el 12 de agosto de 2000, donde noqueó a Todd Medina a rodillazos.

## Carrera en artes marciales mixtas

### Ultimate Fighting Championship
Silva entró en el Ultimate Fighting Championship (UFC) el 16 de octubre de 1998 en el UFC Brazil: Ultimate Brazil, en un combate contra Vitor Belfort, siendo considerado la peor derrota de su carrera al ser derrotado sorpresivamente por nocaut técnico, al ser detenido el combate por el árbitro cuando era castigado por los puños de Belfort en 44 segundos. Silva ganó su siguiente combate de UFC el 7 de mayo de 1999 en UFC 20, donde noqueó a Tony Petarra a rodillazos. El 14 de abril de 2000, Silva perdió por decisión ante Tito Ortiz en UFC 25: Ultimate Japan 3 en una discutida decisión.

### PRIDE Fighting Championships
Silva debutó en el PRIDE Fighting Championships en el Pride 7 el 12 de septiembre de 1999, venciendo a Carl Malenko por decisión. Desde 1999 a 2004, Silva ha ganado veinte combates seguidos en Pride, hasta perder ante Mirko «Cro Cop» Filipović por una contundente patada alta a la cabeza que terminó en un nocaut y un combate acabado en nulo contra Gilbert Yvel (Silva golpeó de manera inintencionada la ingle de Yvel). La reputación de Silva es la de un formidable luchador de AMM gracias a sus resultados en Pride.
Silva peleó contra Kazushi Sakuraba por primera vez en el Pride 13: Collision Course, el 25 de marzo de 2001. Ganó por nocaut técnico por golpes habiendo solo transcurrido un minuto 38 segundos del primer round. El 3 de noviembre de 2001, en el Pride 17: Championship Chaos, consiguió el título de campeón de los pesos medios de Pride después de derrotar a Sakuraba por segunda vez. Sakuraba se rompió la clavícula y se rindió después del primer round, concediendo a Silva la victoria por detenimiento médico. Ambos luchadores se enfrentaron por tercera vez el 10 de agosto de 2003 en el Pride Grand Prix 2003: Total Elimination, un torneo para pesos medios. Silva noqueó a Sakuraba con dos puñetazos cuando el cronómetro marcaba 5:01 del primer asalto.
Silva se enfrentó a Quinton “Rampage” Jackson en el Pride Grand Prix 2003: Final Conflict el 9 de noviembre de 2003. Ganó por nocaut técnico después de que el árbitro contase más de veinte rodillazos seguidos. Silva ganó el campeonato de 2003 con dicha victoria. Cuando los dos se enfrentaron de nuevo, el 31 de octubre de 2004 en Pride 28: High Octane, Silva derrotó de nuevo a Jackson de la misma manera.
Otras victorias notables de Silva en Pride incluyen las que obtuvo sobre Guy Mezger (nocaut, 2001), Dan Henderson (decisión, 2001), Hidehiko Yoshida (dos veces por decisión, en 2003 y 2005) y Yuki Kondo (por nocaut en 2004). En Japón, Silva tiene también el honor de no haber sido derrotado por ningún luchador nacional, resultando en varios combates contra luchadores japoneses programados por el torneo de Pride para enfrentársele.
La racha de victorias de Silva en Pride fue rota por Mark Hunt, un campeón de K-1, el 31 de diciembre de 2004, en el Shockwave 2004. Hunt ganó un combate que no contaba para el título por decisión. La misma fue controvertida, ya que muchos pensaban que los casi 25 kilogramos de diferencia y el hecho de que Silva dominase el tercer asalto no fueron consideradas suficientemente por los jueces. Randy Couture y Bas Rutten, ambos comentaristas del evento, expresaron su desacuerdo con la decisión.
La posición de Silva en los pesos medios de Pride ha sido últimamente tema de crítica y debate debido a su derrota frente a Ricardo Arona, el 28 de agosto de 2005, en el combate de las semifinales del Pride Grand Prix 2005: Final Conflict. La derrota, por decisión unánime, ha sido su primera derrota en un combate de los pesos medios en Pride.
El 31 de diciembre del 2005 en el torneo PRIDE-Shockwave 2005, Wanderlei recuperó el campeonato de los pesos medios del Pride derrotando a Ricardo Arona por decisión dividida.
El 1 de julio del 2006 entró al Grand Prix de peso abierto como reemplazo de Fedor Emelianenko (porque su mano no había sanado todavía) y venció a Kazuyuki Fujita por knock-out técnico tras dominarlo toda la pelea tanto parado como en el piso. Como preparación para este Open Weight, Silva en esta ocasión subió hasta llegar a pesar 99 kg, sin embargo, en la semifinal de este Grand Prix, Silva fue knockeado por Mirko Filipović de una patada en la cabeza.
El 24 de febrero de 2007, Wanderlei perdió el título de los pesos medios de Pride, el cual ostentó durante seis años, tras ser derrotado por Dan Henderson en el tercer round del combate principal del PRIDE 33 "Second Coming".

### Retorno a UFC
El 17 de agosto de 2007, el UFC anunció que habían firmado a Wanderlei Silva para competir en la organización y que iba a regresar al Octágono el 29 de diciembre de 2007 en UFC 79. Después de meses de especulación sobre el oponente de Silva, el presidente de UFC Dana White anunció que Chuck Liddell sería el oponente de Silva para su combate de vuelta. El combate tan esperado ocurrió el 29 de diciembre de 2007 en UFC 79 con Silva perdiendo ante Liddell por decisión unánime. Después de la pelea Silva dijo: "Gane o pierda me gusta dar la emoción para mis fans" Asimismo, añadió que había dado su mejor nivel y prometió que la próxima vez le entregará una victoria. El combate obtuvo el premio a la "Pelea de la Noche".
Manteniendo su promesa, el 24 de mayo de 2008 en UFC 84 en Las Vegas, obtuvo una victoria decisiva por nocaut contra Keith Jardine a los 36 segundos de la primera ronda, lo que le valió para ganar el premio al "KO de la Noche". Jardine lanzó una patada, Silva respondió con una combinación derecha-izquierda-derecha que lo derribó. Silva terminó la pelea con golpes en el piso para ganar por nocaut. Silva obtuvo el premio al "KO de la Noche".
En UFC 92, Wanderlei se enfrentó a Quinton Jackson, a quien ya había derrotado dos veces anteriormente en PRIDE. Jackson vengó su derrota al noquear a Silva con un gancho de izquierda en la primera ronda. Después de la pelea, Silva indicó que le gustaría enfrentarse a Jackson otra vez en el futuro.
Silva se enfrentó a Rich Franklin en UFC 99 en un peso acordado de 195 lbs. Después de un reñida pelea, Silva perdió por decisión unánime. Durante la segunda ronda, Silva sacudió con fuerza a Franklin con golpes y casi terminó la pelea en ese momento. El combate obtuvo el premio a la "Pelea de la Noche"
Silva hizo su debut en peso medio en UFC 110 contra Michael Bisping el 21 de febrero de 2010. Durante la pelea Bisping fue capaz de poner a Silva hacia abajo varias veces durante la primera ronda, sin embargo Wanderlei regresó con una andanada de golpes al final de la primera ronda, una guillotina apretado en la segunda, y un gancho de derecha que derribó a Bisping en la tercera. Después de tres rondas, Silva se adjudicó la victoria por decisión unánime (29-28, 29-28, 29-28) y su primera victoria en casi dos años. A pesar de ganar sólo uno de sus últimos 6 combates, fue ligeramente favorecido al entrar en la pelea, ya que se especulaba extensamente que Bisping temía pelear después de haber sido brutalmente golpeado por Dan Henderson el 11 de julio de 2009 en UFC 100. Después de la pelea, un emocional Silva dijo a la audiencia: "En la vida hay momentos malos. Todo el mundo tiene momentos malos, pero si usted cree en Dios y trabaja duro, los buenos momentos vendrán. "Silva atribuye su éxito al trabajo con su anterior entrenador Rafael Cordeiro. Bisping añadió, "Wanderlei es un gran rival... sentí la razón por la que tuvo la decisión fue la caída justo al final".
El 4 de abril de 2011, el UFC anunció que el próximo oponente de Silva sería Chris Leben en UFC 132. Leben ganó por nocaut con varios uppercuts antes de seguir a Silva en el suelo a los 27 segundos de la primera ronda. Cuando Dana White le preguntó acerca de sus ideas sobre la posible retirada de Wanderlei, dijo que sentía que sería el mejor momento para que Wanderlei se retirase, pero al final todo depende de sí mismo, Wanderlei quiere volver a pelear.
Silva volvió para pelear contra el excampeón de peso medio de Strikeforce Cung Le en UFC 139. Durante la segunda ronda, Silva logró sacudir a Le con grandes golpes y rodillas que rompieron por completo la nariz de Le. Le quedó inmóvil, con sangre y cayó al suelo, en este momento la pelea fue detenida por el árbitro. Después de la conferencia de prensa, Dana White comentó que era una buena parada y que Cung fue llevado al hospital. El combate obtuvo el premio a la "Pelea de la Noche"
Silva se enfrentó a Rich Franklin en un peso acordado de 190 libras en el evento principal de UFC 147. Franklin y Silva pelearon en UFC 99, donde Franklin ganó por decisión unánime. A pesar de que Silva casi acabara a Franklin en la segunda ronda, el resultado fue el mismo, Franklin volvió a ganar por decisión unánime 49-46. El combate obtuvo el premio a la "Pelea de la Noche"
Silva se enfrentó a Brian Stann en una pelea de peso semipesado el 3 de marzo de 2013 en UFC en Fuel TV 8. Silva derrotó a Stann por nocaut en la segunda ronda en un combate de intercambio de golpes en una y otra acción, la pelea obtuvo el premio a la "Pelea de la Noche" y Silva obtuvo el "KO de la Noche".
El 22 de octubre de 2013, se anunció que Silva sería head coach en The Ultimate Fighter: Brasil 3, en contra de su antiguo rival Chael Sonnen y en consecuencia un combate entre ellos fue programado, pero luego de ser movido dos veces por una herida en la mano de Silva luego de una pelea que tuvo con Sonnen en el programa, fue programado para el UFC 175. Silva fue finalmente retirado de la lucha por completo después de no haber presentado una solicitud para luchar en el estado de Nevada, así como su negativa a someterse a una prueba de drogas al azar y fue reemplazado por Vitor Belfort.

### Retiro del deporte
El 19 de septiembre de 2014, Silva anunció su retiro de las artes marciales mixtas.

### Vuelta al deporte
A principios de marzo de 2016, Bellator MMA anunció que Silva había firmado un contrato de lucha múltiple con la organización. La anterior suspensión de por vida dictada por la Comisión Atlética del Estado de Nevada se redujo a una de tres años retroactiva al 24 de mayo de 2014.
Después de cuatro años lejos del deporte, Silva hizo su debut retrasado de Bellator contra Chael Sonnen en el evento principal de Bellator 180 el 24 de junio de 2017. A pesar de mandar al suelo a Sonnen varias veces con puñetazos, Silva fue derribado y perdió por decisión unánime.
El 25 de junio de 2018, Bellator MMA anunció que el World Grand Prix del peso wélter comenzará el 29 de septiembre, irónicamente la misma noche en que Silva tendrá una revancha con Rampage Jackson.

## Vida personal
Wanderlei y su esposa Tea tienen un hijo llamado Thor. Él también tiene una hija llamada Rafaela de una relación anterior.
El 26 de agosto de 2012 Holando, el padre de Wanderlei, murió en un accidente de coche. El accidente se produjo en la región de Castro, donde vivía su padre.

## Campeonatos y logros
- Ultimate Fighting Championship
  - Pelea de la Noche (Cinco veces)
  - KO de la Noche (Dos veces)

- PRIDE Fighting Championships
  - Campeón de Peso Medio de PRIDE (Una vez, el primero)
  - Mayor racha invicta ganadora en la historia de PRIDE FC (20)
  - Mayor número de victorias en la historia de PRIDE FC (22)
  - Más victorias consecutivas en la historia de PRIDE FC (18)
  - Peleador que más nocaut's ostenta en la historia de PRIDE FC (15)
  - Más defensas del título en la historia de PRIDE FC (4)
  - Más defensas del título en la historia de PRIDE FC (división de peso medio) (4)
  - Más defensas exitosas consecutivas de título en la historia de PRIDE FC (4)
  - Más defensas exitosas consecutivas de título en la historia de PRIDE FC (división de peso medio) (4)

- International Vale Tudo Championship
  - Finalista del Torneo IVC 2
  - Campeón Peso Semipesado de IVC

- Wrestling Observer Newsletter
  - Enemistad del Año (2001) vs. Kazushi Sakuraba
  - Peleador más Destacado del Año (2001)
  - Pelea del Año (2003) vs. Hidehiko Yoshida el 9 de noviembre
  - Pelea del Año (2004) vs. Quinton Jackson el 31 de octubre
  - Peleador más Destacado del Año (2004)

- Sports Illustrated
  - KO de la Década de los Años (2000) vs. Quinton Jackson el 31 de octubre de 2004

- MMAFighting.com
- Peso Semipesado del Año (2004)

- Sherdog
  - Peleador del Año (2004)

- Fighters Only World MMA Awards
  - Pelea del Año (2007) vs. Chuck Liddell el 29 de diciembre
  - KO del Año (2008) vs. Keith Jardine el 24 de mayo

- Inside Fights
  - Pelea del Año (2007) vs. Chuck Liddell el 29 de diciembre

## Registro en artes marciales mixtas
| Resultado     | Récord      | Oponente           | Método                              | Evento                              | Fecha                    | Ronda | Tiempo | Localización         | Notas                                                                              |
| ------------- | ----------- | ------------------ | ----------------------------------- | ----------------------------------- | ------------------------ | ----- | ------ | -------------------- | ---------------------------------------------------------------------------------- |
| Derrota       | 35–14–1 (1) | Quinton Jackson    | TKO (golpes)                        | Bellator 206                        | 29 de septiembre de 2018 | 2     | 4:32   | San José, California |                                                                                    |
| Derrota       | 35–13–1 (1) | Chael Sonnen       | Decisión (unánime)                  | Bellator 180                        | 24 de junio de 2017      | 3     | 5:00   | Nueva York           |                                                                                    |
| Victoria      | 35–12–1 (1) | Brian Stann        | KO (golpes)                         | UFC on Fuel TV: Silva vs. Stann     | 3 de marzo de 2013       | 2     | 4:08   | Saitama              | Pelea de la Noche; KO de la Noche.                                                 |
| Derrota       | 34–12–1 (1) | Rich Franklin      | Decisión (unánime)                  | UFC 147                             | 23 de junio de 2012      | 5     | 5:00   | Belo Horizonte       | Pelea de la Noche.                                                                 |
| Victoria      | 34–11–1 (1) | Cung Le            | TKO (rodillazos y golpes)           | UFC 139                             | 19 de noviembre de 2011  | 2     | 4:49   | San José, California | Pelea de la Noche.                                                                 |
| Derrota       | 33–11–1 (1) | Chris Leben        | KO (golpes)                         | UFC 132                             | 2 de julio de 2011       | 1     | 0:27   | Las Vegas, Nevada    |                                                                                    |
| Victoria      | 33–10–1 (1) | Michael Bisping    | Decisión (unánime)                  | UFC 110                             | 21 de febrero de 2010    | 3     | 5:00   | Sídney               |                                                                                    |
| Derrota       | 32–10–1 (1) | Rich Franklin      | Decisión (unánime)                  | UFC 99                              | 13 de junio de 2009      | 3     | 5:00   | Colonia              | Pelea de la Noche.                                                                 |
| Derrota       | 32–9–1 (1)  | Quinton Jackson    | KO (golpe)                          | UFC 92                              | 27 de diciembre de 2008  | 1     | 3:21   | Las Vegas, Nevada    |                                                                                    |
| Victoria      | 32–8–1 (1)  | Keith Jardine      | KO (golpes)                         | UFC 84                              | 24 de mayo de 2008       | 1     | 0:36   | Las Vegas, Nevada    | KO de la Noche; KO del Año (2008).                                                 |
| Derrota       | 31–8–1 (1)  | Chuck Liddell      | Decisión (unánime)                  | UFC 79                              | 29 de diciembre de 2007  | 3     | 5:00   | Las Vegas, Nevada    | Regreso a UFC; Pelea de la Noche; Pelea del Año (2007).                            |
| Derrota       | 31–7–1 (1)  | Dan Henderson      | KO (golpe)                          | PRIDE 33                            | 24 de febrero de 2007    | 3     | 2:08   | Las Vegas, Nevada    | Perdió el Campeonato de Peso Medio de PRIDE.                                       |
| Derrota       | 31–6–1 (1)  | Mirko Filipović    | KO (patada a la cabeza)             | PRIDE Final Conflict Absolute       | 10 de septiembre de 2006 | 1     | 5:26   | Saitama              | Semifinal del "PRIDE 2006 Grand Prix".                                             |
| Victoria      | 31–5–1 (1)  | Kazuyuki Fujita    | TKO (golpes y patadas de fútbol)    | PRIDE Critical Countdown Absolute   | 1 de julio de 2006       | 1     | 5:24   | Saitama              | Reemplaza a Fedor Emelianenko en los cuartos de final del "PRIDE 2006 Grand Prix". |
| Victoria      | 30–5–1 (1)  | Ricardo Arona      | Decisión (dividida)                 | PRIDE Shockwave 2005                | 31 de diciembre de 2005  | 3     | 5:00   | Saitama              | Defendió el Campeonato de Peso Medio de PRIDE.                                     |
| Derrota       | 29–5–1 (1)  | Ricardo Arona      | Decisión (unánime)                  | PRIDE Final Conflict 2005           | 28 de agosto de 2005     | 2     | 5:00   | Saitama              | Semifinal del "PRIDE 2005 Grand Prix Peso Medio".                                  |
| Victoria      | 29–4–1 (1)  | Kazuhiro Nakamura  | TKO (golpes)                        | PRIDE Critical Countdown 2005       | 24 de junio de 2005      | 1     | 5:24   | Saitama              | Cuartos de final del "PRIDE 2005 Grand Prix Peso Medio".                           |
| Victoria      | 28–4–1 (1)  | Hidehiko Yoshida   | Decisión (dividida)                 | PRIDE Total Elimination 2005        | 23 de abril de 2005      | 3     | 5:00   | Osaka                | Primera ronda del "PRIDE 2005 Grand Prix Peso Medio".                              |
| Derrota       | 27–4–1 (1)  | Mark Hunt          | Decisión (dividida)                 | PRIDE Shockwave 2004                | 31 de diciembre de 2004  | 3     | 5:00   | Saitama              | Peso pesado.                                                                       |
| Victoria      | 27–3–1 (1)  | Quinton Jackson    | KO (rodillazos)                     | PRIDE 28                            | 31 de octubre de 2004    | 2     | 3:26   | Saitama              | Defendió el Campeonato de Peso Medio de PRIDE; Pelea del Año (2004).               |
| Victoria      | 26–3–1 (1)  | Yuki Kondo         | KO (pisotones)                      | PRIDE Final Conflict 2004           | 15 de agosto de 2004     | 1     | 2:46   | Tokio                |                                                                                    |
| Victoria      | 25–3–1 (1)  | Ikuhisa Minowa     | KO (golpes)                         | PRIDE Bushido 2                     | 15 de febrero de 2004    | 1     | 1:09   | Yokohama             |                                                                                    |
| Victoria      | 24–3–1 (1)  | Quinton Jackson    | TKO (rodillazos)                    | PRIDE Final Conflict 2003           | 9 de noviembre de 2003   | 1     | 6:28   | Tokio                | Ganó el Campeonato "PRIDE 2003 Grand Prix Peso Medio".                             |
| Victoria      | 23–3–1 (1)  | Hidehiko Yoshida   | Decisión (unánime)                  | PRIDE Final Conflict 2003           | 9 de noviembre de 2003   | 2     | 5:01   | Tokio                | Semifinal del "PRIDE 2003 Grand Prix Peso Medio"; Pelea del Año (2003).            |
| Victoria      | 22–3–1 (1)  | Kazushi Sakuraba   | KO (golpe)                          | PRIDE Total Elimination 2003        | 10 de agosto de 2003     | 1     | 5:01   | Saitama              | Primera ronda del "PRIDE 2003 Grand Prix Peso Medio".                              |
| Victoria      | 21–3–1 (1)  | Hiromitsu Kanehara | TKO (parada médica)                 | PRIDE 23                            | 24 de noviembre de 2002  | 1     | 3:40   | Tokio                | Defendió el Campeonato de Peso Medio de PRIDE.                                     |
| Victoria      | 20–3–1 (1)  | Tatsuya Iwasaki    | TKO (patada a la cabeza y golpes)   | PRIDE Shockwave                     | 28 de agosto de 2002     | 1     | 1:16   | Tokio                |                                                                                    |
| Empate        | 19–3–1 (1)  | Mirko Filipović    | Empate                              | PRIDE 20                            | 28 de abril de 2002      | 5     | 3:00   | Yokohama             | Combate con reglas especiales.                                                     |
| Victoria      | 19–3 (1)    | Kiyoshi Tamura     | KO (golpe)                          | PRIDE 19                            | 24 de febrero de 2002    | 2     | 2:28   | Saitama              | Defendió el Campeonato de Peso Medio de PRIDE.                                     |
| Victoria      | 18–3 (1)    | Alexander Otsuka   | TKO (parada médica)                 | PRIDE 18                            | 23 de diciembre de 2001  | 3     | 2:02   | Fukuoka              |                                                                                    |
| Victoria      | 17–3 (1)    | Kazushi Sakuraba   | TKO (parada médica)                 | PRIDE 17                            | 3 de noviembre de 2001   | 1     | 10:00  | Tokio                | Ganó el Campeonato de Peso Medio de PRIDE.                                         |
| Victoria      | 16–3 (1)    | Shungo Oyama       | TKO (golpes)                        | PRIDE 14                            | 27 de mayo de 2001       | 1     | 0:30   | Yokohama             |                                                                                    |
| Victoria      | 15–3 (1)    | Kazushi Sakuraba   | TKO (rodillazos y patada de fútbol) | PRIDE 13                            | 25 de marzo de 2001      | 1     | 1:38   | Saitama              |                                                                                    |
| Victoria      | 14–3 (1)    | Dan Henderson      | Decisión (unánime)                  | PRIDE 12                            | 9 de diciembre de 2000   | 2     | 10:00  | Saitama              |                                                                                    |
| Sin resultado | 13–3 (1)    | Gilbert Yvel       | Sin resultado (golpe a la ingle)    | PRIDE 11                            | 31 de octubre de 2000    | 1     | 0:21   | Osaka                | Yvel recibió una patada en los genitales.                                          |
| Victoria      | 13–3        | Guy Mezger         | KO (golpes)                         | PRIDE 10                            | 27 de agosto de 2000     | 1     | 3:45   | Saitama              |                                                                                    |
| Victoria      | 12–3        | Todd Medina        | KO (rodillazos)                     | Meca World Vale Tudo 2              | 12 de agosto de 2000     | 1     | 0:39   | Curitiba             |                                                                                    |
| Derrota       | 11–3        | Tito Ortiz         | Decisión (unánime)                  | UFC 25                              | 14 de abril de 2000      | 5     | 5:00   | Tokio                | Por el Campeonato de Peso Semipesado de UFC.                                       |
| Victoria      | 11–2        | Bob Schrijber      | Sumisión (rear-naked choke)         | PRIDE Grand Prix 2000 Opening Round | 30 de enero de 2000      | 1     | 2:42   | Tokio                |                                                                                    |
| Victoria      | 10–2        | Daijiro Matsui     | Decisión (unánime)                  | PRIDE 8                             | 21 de noviembre de 1999  | 2     | 10:00  | Tokio                |                                                                                    |
| Victoria      | 9–2         | Carl Malenko       | Decisión (unánime)                  | PRIDE 7                             | 12 de septiembre de 1999 | 2     | 10:00  | Yokohama             |                                                                                    |
| Victoria      | 8–2         | Tony Petarra       | KO (rodillazos)                     | UFC 20                              | 7 de mayo de 1999        | 1     | 2:53   | Birmingham, Alabama  |                                                                                    |
| Victoria      | 7–2         | Eugene Jackson     | Sumisión (golpes)                   | IVC 10: World Class Champions       | 27 de abril de 1999      | 1     | 0:32   | Brasil               | Ganó el Campeonato de Peso Semipesado de IVC.                                      |
| Victoria      | 6–2         | Adrian Serrano     | KO (golpes y patada de fútbol)      | IVC 9: The Revenge                  | 20 de enero de 1999      | 1     | 0:22   | Aracaju              |                                                                                    |
| Derrota       | 5–2         | Vitor Belfort      | TKO (golpes)                        | UFC Brazil                          | 16 de octubre de 1998    | 1     | 0:44   | São Paulo            | UFC debut.                                                                         |
| Victoria      | 5–1         | Mike van Arsdale   | KO (golpe y patada de fútbol)       | IVC 6: The Challenge                | 23 de agosto de 1998     | 1     | 4:00   | São Paulo            |                                                                                    |
| Derrota       | 4–1         | Artur Mariano      | TKO (parada médica)                 | IVC 2: A Question of Pride          | 15 de septiembre de 1997 | 1     | 13:10  | São Paulo            | Final del Torneo IVC 2.                                                            |
| Victoria      | 4–0         | Egidio da Costa    | Sumisión (golpes)                   | IVC 2: A Question of Pride          | 15 de septiembre de 1997 | 1     | 2:27   | São Paulo            | Semifinal del Torneo IVC 2.                                                        |
| Victoria      | 3–0         | Sean Bornett       | KO (patada a la cabeza)             | IVC 2: A Question of Pride          | 15 de septiembre de 1997 | 1     | 1:19   | São Paulo            | Cuartos de final del Torneo IVC 2.                                                 |
| Victoria      | 2–0         | Marcelão Barbosa   | TKO (lesión en el hombro)           | Brazilian Vale Tudo 10              | 1 de julio de 1997       | 1     | 0:20   | Brasil               |                                                                                    |
| Victoria      | 1–0         | Dilson Filho       | KO (codazo)                         | Brazilian Vale Tudo 6               | 1 de noviembre de 1996   | 1     | 3:35   | Brasil               |                                                                                    |